# Pupilafstand
De pupilafstand - op een brilrecept als PD, pupil distantie genoteerd - is de afstand in millimeters (mm) tussen de pupillen bij het in de verte kijken.
De pupilafstand wordt gemeten bij het aanmeten van een bril om de glazen goed voor de ogen te kunnen centreren. De afstand wordt vaak afzonderlijk voor het rechter- en linkeroog opgegeven, bijvoorbeeld: R 29.5 + L 31.5.
Standaard leesbrillen gebruiken zoals te koop bij supermarkten en drogisterijen hebben meestal een DP van 62 ± 1 mm.
Omdat bij een multifocale bril de afstand waarop gefocust wordt verschilt (veraf en leesafstand) dient voor het leesgedeelte in de bril met een kleinere PD rekening te worden gehouden. En dit is dus afhankelijk van de afstand waarop een klant wenst te kunnen lezen en dient derhalve in het brillenrecept opgenomen te worden.  